# Хенриксен, Пер (норвежский футболист)
Пе́р Хе́нриксен (норв. Per Henriksen; 10 апреля 1952, Ставангер, Ругаланн — 17 апреля 2024, Ставангер, Ругаланн) — норвежский футболист, играл на позиции центрального защитника.

## Биография

### Игровая карьера
Хенриксен в течение семи сезонов играл за "Бродд», клуб одного из низших дивизионов страны.
В 1978 году, он перешёл в «Викинг», за который отыграл восемь сезонов. В составе «Викинга» Хенриксен два раза выиграл чемпионат Норвегии и Кубок Норвегии 1979 года. Всего за «Викинг» Хенриксен сыграл 377 матчей в различных турнирах и завершил в нём карьеру.
За сборную Норвегии сыграл 10 матчей и не забил ни одного мяча.

### Смерть
Скончался 17 апреля 2024 года в возрасте 72 лет.

## Статистика

### Матчи Хенриксена за сборную Норвегии
| Матчи Хенриксена за сборную Норвегии | Матчи Хенриксена за сборную Норвегии | Матчи Хенриксена за сборную Норвегии | Матчи Хенриксена за сборную Норвегии | Матчи Хенриксена за сборную Норвегии | Матчи Хенриксена за сборную Норвегии |
| ------------------------------------ | ------------------------------------ | ------------------------------------ | ------------------------------------ | ------------------------------------ | ------------------------------------ |
| №                                    | Дата                                 | Соперник                             | Счёт                                 | Голы Хенриксена                      | Соревнование                         |
| 1                                    | 15 июня 1983                         | Финляндия                            | 1:1                                  | —                                    | Олимпийские игры 1984 (отбор)        |
| 2                                    | 30 июня 1983                         | Польша                               | 0:1                                  | —                                    | Олимпийские игры 1984 (отбор)        |
| 3                                    | 17 августа 1983                      | Дания                                | 1:1                                  | —                                    | Олимпийские игры 1984 (отбор)        |
| 4                                    | 26 октября 1983                      | Финляндия                            | 4:2                                  | —                                    | Олимпийские игры 1984 (отбор)        |
| 5                                    | 29 октября 1983                      | ГДР                                  | 1:1                                  | —                                    | Олимпийские игры 1984 (отбор)        |
| 6                                    | 9 ноября 1983                        | Польша                               | 0:1                                  | —                                    | Олимпийские игры 1984 (отбор)        |
| 7                                    | 12 ноября 1983                       | ГДР                                  | 0:1                                  | —                                    | Олимпийские игры 1984 (отбор)        |
| 8                                    | 17 октября 1984                      | Ирландия                             | 1:0                                  | —                                    | Чемпионат мира 1986 (отбор)          |
| 9                                    | 17 декабря 1984                      | Египет                               | 1:0                                  | —                                    | Товарищеский матч                    |
| 10                                   | 20 декабря 1984                      | Египет                               | 1:0                                  | —                                    | Товарищеский матч                    |

Итого: 10 матчей / 0 голов; 4 победы, 3 ничьи, 3 поражения.

## Достижения
«Викинг»
- Чемпион Норвегии (2) : 1979, 1982
- Обладатель Кубка Норвегии: 1979